# Sholes (Nebraska)
Sholes es una villa ubicada en el condado de Wayne en el estado estadounidense de Nebraska. En el Censo de 2010 tenía una población de 21 habitantes y una densidad poblacional de 58,75 personas por km².

## Geografía
Sholes se encuentra ubicada en las coordenadas 42°20′5″N 97°17′41″O / 42.33472, -97.29472. Según la Oficina del Censo de los Estados Unidos, Sholes tiene una superficie total de 0.36 km², de la cual 0.36 km² corresponden a tierra firme y (0%) 0 km² es agua.

## Demografía
Según el censo de 2010, había 21 personas residiendo en Sholes. La densidad de población era de 58,75 hab./km². De los 21 habitantes, Sholes estaba compuesto por el 100% blancos, el 0% eran afroamericanos, el 0% eran amerindios, el 0% eran asiáticos, el 0% eran isleños del Pacífico, el 0% eran de otras razas y el 0% pertenecían a dos o más razas. Del total de la población el 0% eran hispanos o latinos de cualquier raza.